# Bakkahorn
Bakkahorn är en bergstopp i republiken Island. Den ligger i regionen Västfjordarna, 200 km norr om huvudstaden Reykjavík. Toppen på Bakkahorn är 558 meter över havet.
Trakten runt Bakkahorn är nära nog obefolkad, med mindre än två invånare per kvadratkilometer. Närmaste större samhälle är Þingeyri, nära Bakkahorn. Trakten runt Bakkahorn består i huvudsak av gräsmarker.